# Otoyol
Otoyol Sanayi A.Ş. était un constructeur turc de véhicules industriels dont l'usine est implantée dans la province de Sakarya, au bord de la mer Noire et le siège social à Istanbul.
La société "Otoyol Sanayi A.Ş." a été créé en 1966 sous la forme d'une filiale commune entre Fiat (27%) et Koç Holding (73%), afin de produire localement des camions sous licence Fiat V.I.. Très rapidement, le constructeur qui diffuse ses produits sous la marque Fiat V.I., devient le leader du marché turc.

## L'histoire d'Otoyol et la gamme produits
Les premiers modèles produits seront le camion Fiat 643T et l'autobus Fiat 650E à partir de 1967. La gamme commercialisée comprend également des autobus de 14 à 29 places et des camions légers de 3,5 à 12 tonnes, de la gamme Fiat V.I., importés pour le marché turc.
- En 1970, l'autobus Fiat 650E est remplacé par le Fiat 306.

- En 1972, le camion Fiat 684T remplace le 643T. L'autobus Fiat 662 vient compléter la gamme.

- En 1974, le camion léger Fiat 50 NC de la série S renforce la gamme par le bas et le camion Fiat 697T vient coiffer la gamme chantier et extra lourde. Le midibus Fiat 50NM est lancé.

- En 1976, le Fiat 130 NT remplace le Fiat 684T dans la gamme moyenne.

- En 1982, le Fiat 169NT, l'équivalent du Fiat 619NT italien, vient compléter la gamme tracteur lourd long trajet pour semi-remorques.

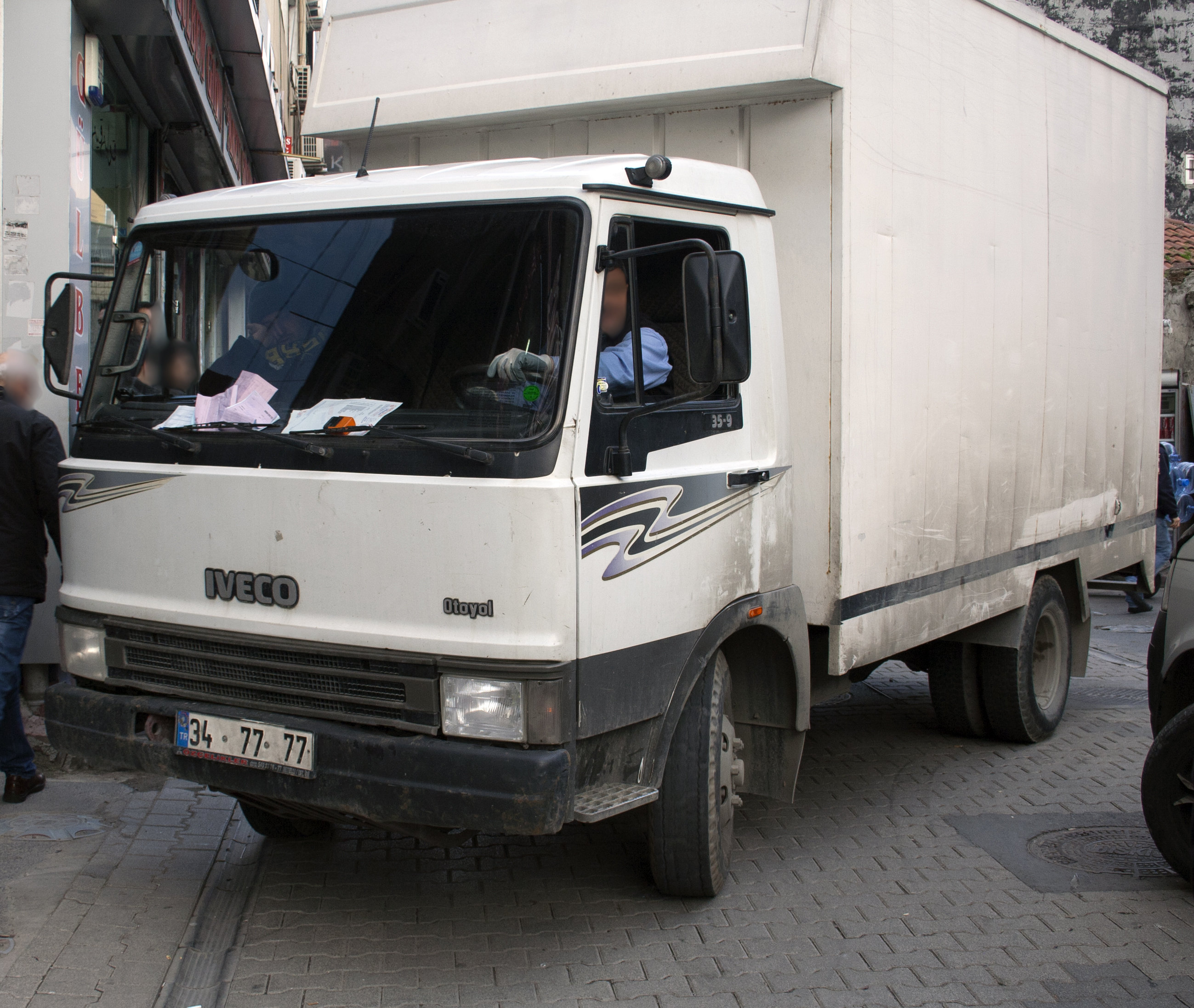
Iveco Otoyol Zeta 35.9

- À partir de 1986 le logo IVECO apparaît sur les calandres des camions Otoyol. La gamme lourde s'enrichit des modèles Iveco 260N et Iveco 190 NT. La gamme autobus est complétée par les modèles midibus M23 et M24.

- En 1988 le camion Iveco 330-30 remplace le 260 NT. La production du 169NT est arrêtée. Le 11 mai 1989, un nouvel accord de coopération technique et de renforcement du pacte d'actionnaires est signé entre les groupes Iveco et Koç.

- En 1990 la gamme moyenne Iveco Zeta est lancée. C'est à partir de cette époque que la marque Otoyol figurera sur les calandres des camions turcs, en lieu et place d'Iveco.

- À partir de 1996, la production principale concerne uniquement la gamme Zeta puis TurboZeta.

- En 1998, l'Iveco EuroCargo 250E21 et le midibus M14 sont lancés.

- En mars 2007, la production des camions Iveco-Otoyol est suspendue en raison de la chute du marché et de l'importation toujours croissante de modèles Iveco en provenance d'Europe.

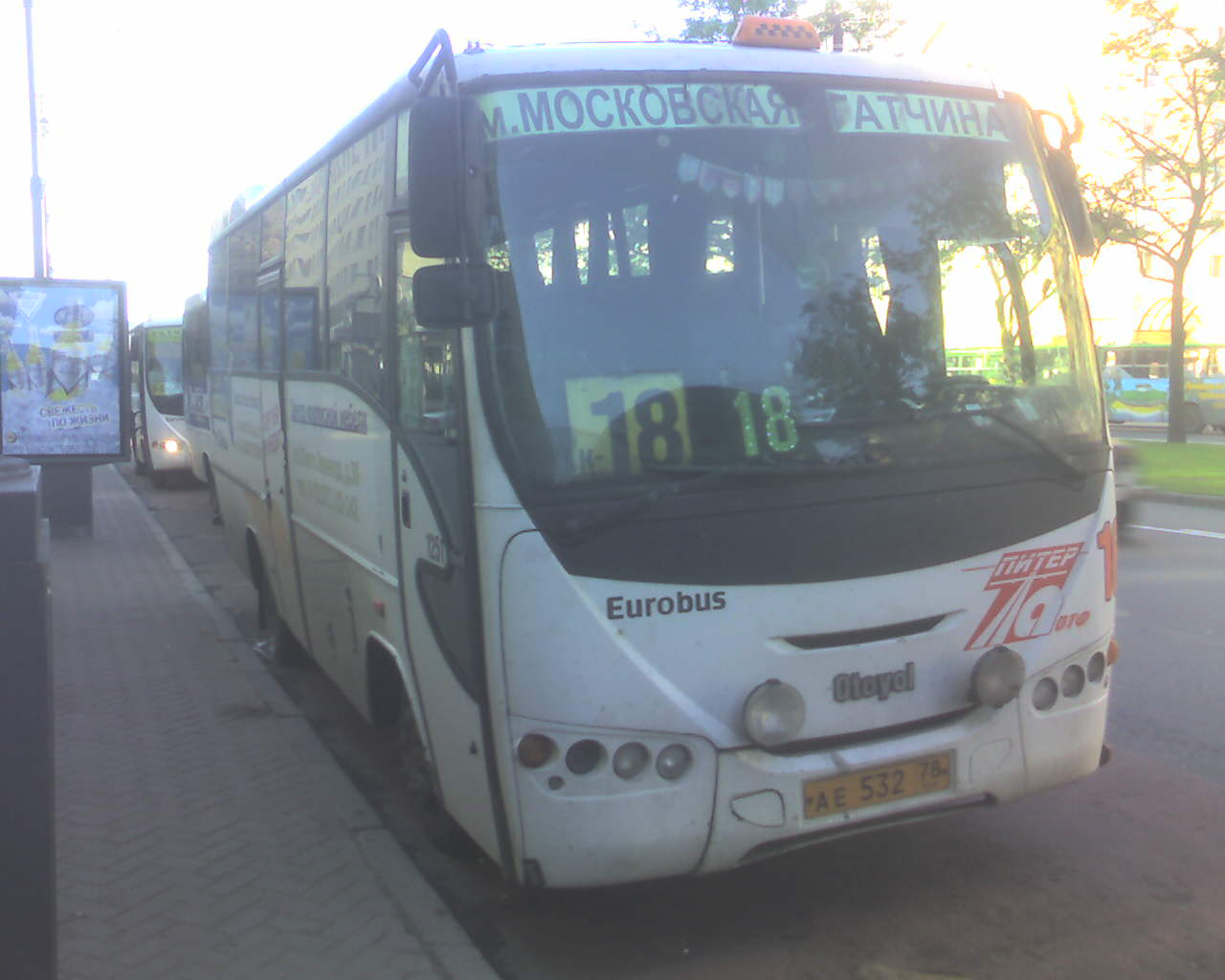
Autobus Otoyol Eurobus E29.14 à Saint Petersbourg (Russie)

- Le 22 juillet 2008, les actionnaires Fiat Group et Koç Holding décident de déplacer la fabrication des midibus Otoyol-Iveco Eurobus chez Otokar, l'autre constructeur turc d'autobus, dont le groupe Koç est actionnaire. Le 5 septembre 2008, la société Otoyol est dissoute. La gamme Iveco commercialisée localement est entièrement importée.

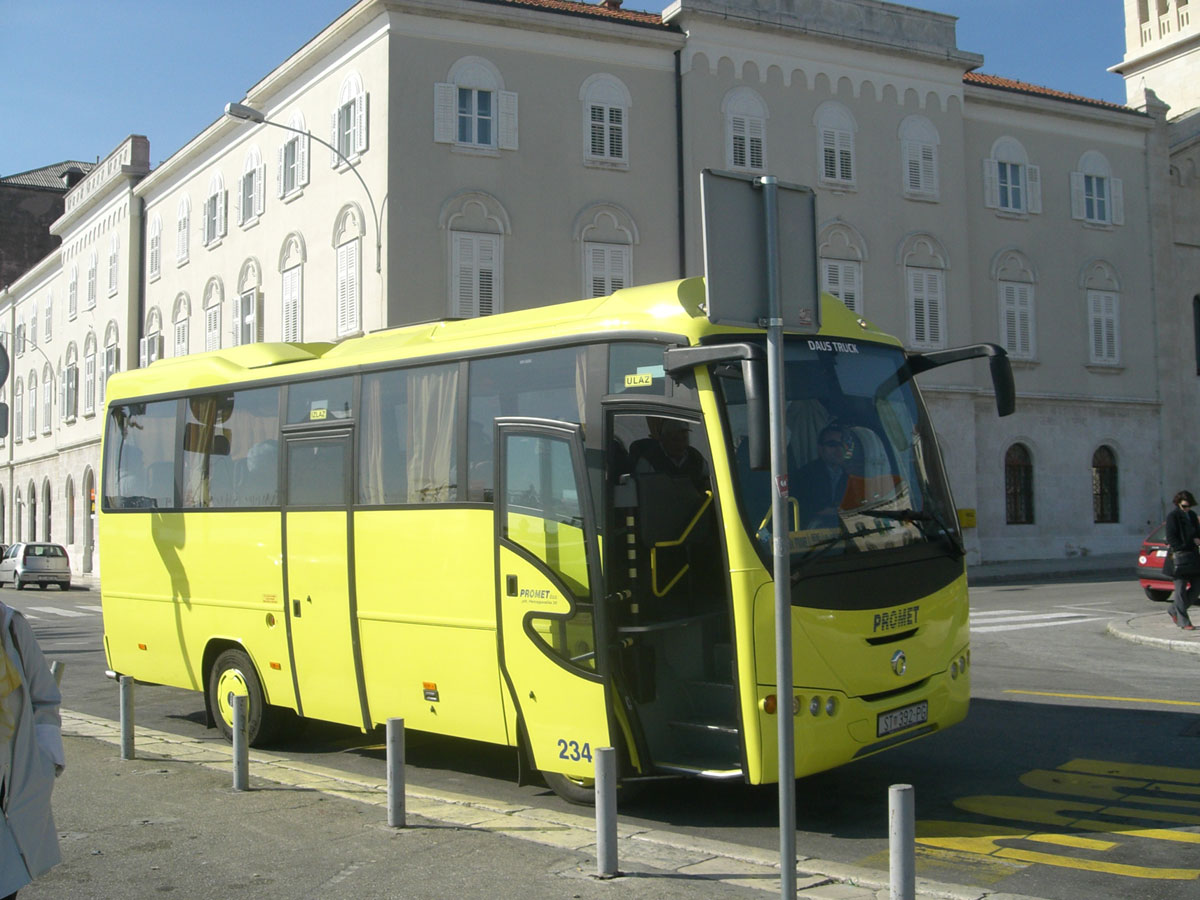
Autocar Irisbus Proxys produit en Turquie par Otokar en service à Split en Croatie